# Estrangement
Estrangement - debiutancki albym zespołu Dreadful Shadows wydany w kwietniu 1994. Znalazły się na nim cztery utwory z wydanego w 1993 dema Dreadful Shadows (A Sea of Tears, Through the Mirror, Still Alive, oraz ballada Estrangement). Album jest utrzymany w stylistyce gotyckiego rocka. W utworach Dirge i A Sea of Tears pojawiają się elementy symfoniczne.

## Lista utworów
- „Ressurection” - 03:26
- „Over the Worst” - 04:17
- „Dead Can Wait” - 04:36
- „Still Alive” - 03:39
- „Through the Mirror” - 04:57
- „Funeral Procession” - 07:20
- „A Sea of Tears” - 06:41
- „Dirge” - 05:55
- „Her Devotion” - 03:46
- „The Release” - 04:34
- „Estrangement” - 24:55

## Twórcy
- Jens Riediger - gitara basowa
- Ron Thiele - perkusja, wokal w tle
- Sven Friedrich - gitara akustyczna, keyboard, wokal prowadzący
- Frank Hofer - gitara, wokal w tle
- Stefan Neubauer - gitary